# 鍋島直昶
鍋島 直昶（なべしま なおてる、1926年 - 2021年1月6日）は、日本のジャズ・ヴィブラフォン奏者である。東京都世田谷区出身。

## 来歴

### 前史
1926年、東京府荏原郡、現在の東京都世田谷区三軒茶屋にて、ヴァイオリニストである父・直顕とピアニストである母・治代の間に生まれる。肥前佐賀藩10代藩主である鍋島直正は曽祖父にあたる。鍋島は小中一貫教育を行う暁星初等・中等学校（現在の暁星小学校から暁星高等学校）を卒業する。

### 音楽の道へ
4歳からヴァイオリンを上野音楽学校教授である大岡運英に師事し、13歳の頃にラジオから流れる和田肇のジャズ・ピアノに惹きこまれ、ピアノを独学するようになる。17歳で海軍航空隊員となり、復員後慶應義塾大学予科に入学するも中退し、本格的にジャズの世界に進みドラマーとして活躍する。数々のバンドを経て25歳のとき仙台米軍キャンプでエミール・リチャーズと出会い、2年間ヴィブラフォンの師事を受ける。26歳の時ジョージ・シアリングスタイルの鍋島クインテットを編成し、全国の米軍キャンプで演奏した。

### 関西へ拠点を移す
1959年から関西を拠点に活動しており、40歳の頃に神戸市内のクラブと契約したことをきっかけに兵庫県へ移住する。その後、花見で訪れた夙川の景色にほれ込み、西宮市に定住する。1995年4月から1997年まで関西テレビ「ワンダラーズ」にレギュラー出演し、1997年10月からは「クロスファイアー」にレギュラー出演する。

### ゴールデン・シニア・トリオ
関西ジャズ界の重鎮として活躍していた大塚善章、宮本直介らと共にトリオを組んでほしいというファンの声を聞いて、2008年の敬老の日に「ゴールデン・シニア・トリオ」を結成する。2015年7月にはギネスブックに「世界最高齢のバンド」として認定される。
2016年に行われたG7伊勢志摩サミットでは晩餐会にて演奏する機会を得る。また、日本メンズファッション協会が主催する「いきいきと楽しく、かっこよく、魅力ある人生を送る人」に対して行われるグッドエイジャー賞も受賞した。しかし2018年、鍋島は目の奥にて動脈瘤破裂を起こし、週1回のペースでリハビリに励むほどに回復したものの、身体の自由が効かなくなってきたことを理由に解散を決意する。2019年10月27日に行われたコンサートを最後に「ゴールデン・シニア・トリオ」を解散する。

### 新型コロナウイルス感染症で死去
2021年1月6日11時1分、新型コロナウイルス感染症のため、兵庫県丹波篠山市の病院で死去。94歳没。

## 家系
- 曽祖父：鍋島直正
- 祖父：鍋島直虎
  - 父：鍋島直顕
    - 長男：鍋島直栄